# 帕西法尔
《帕西法爾》（德語：Parsifal）是德國作曲家理察·華格納創作的最後一部歌劇作品，也是該作品裡男主角的名字。帕西法爾的故事情節與中世紀的聖盃傳說密不可分。這部歌劇充滿了基督教的儀式情節與傳說，其劇本的重要主題接近普世皆然的價值“慈悲”、“同理心”、願意向善卻受到惡轄制的心靈拉扯。相應於其中的宗教意涵，華格納特別賦予本劇「舞台祭獻節日劇」（Bühnenweihfestspiel）的副題。
華格納創作這部歌劇所參考的素材，最主要來自中世紀德語詩人沃夫朗的傳奇作品，敘述男主角帕西法爾通過考驗成為“純全的騎士”的過程。華格納的歌劇則將帕西法爾的傳說，改寫成一個人通過考驗成聖的過程。
本編亦是華格納的另一歌劇羅恩格林相關的作品，而這兩部和崔斯坦與伊索德，都是華格納以圓桌武士題材的作品。

## 剧情

### 幕啟前的故事
傳說盛過耶穌基督聖血的酒杯，也就是聖杯，與士兵刺穿耶穌肋下的聖矛，被天使交託給純潔的騎士提督瑞爾（Titurel）保管。提督瑞爾為守護聖矛與聖杯，在現在法國與西班牙之間的庇里牛斯山建築了一座城堡，名叫蒙沙瓦（Monsalvat）。因為有聖杯法力的保護，只有被聖杯選擇的純潔的人才能發現通往聖杯城堡的道路。在這城堡裡，提督瑞爾率領了一群被聖杯召喚來的純潔男性，組成聖杯騎士團。聖杯騎士具有聖杯所賦予特別的法力，接受聖杯的指派出外行善。他們不需要普通的飲食，只要在例行的聖餐儀式中見到聖杯，就能受到祝福充滿氣力與健康。
有一位渴望加入聖杯騎士的年輕人，名叫克林索爾（Klingsor），他因為耽於淫慾，一直被聖杯拒絕。為了加入聖杯騎士團，他竟自宮希望能斷絕淫慾的誘惑。這種違反自然的作法，觸怒了聖杯。他不但沒有加入成功，還被聖杯放逐。惱羞成怒的克林索爾遂改習魔法，在距離蒙沙瓦不遠的地方也蓋了一座城堡，裡面有各色美艷的花妖，專門誘惑外出的聖杯騎士。被花妖誘惑的聖杯騎士就墮落在他麾下，成為他的奴隸。
克林索爾的勢力逐漸龐大，使蒙沙瓦受到嚴重的威脅。而提督瑞爾逐漸老去，遂將他的王位傳給兒子安佛塔斯（Amfortas）。年輕氣盛的安佛塔斯繼任後，便親自出征，帶著聖矛想要剿滅克林索爾的勢力，然而在往魔法城堡的路上，他卻遇見一個美麗得可怕的女人，這個女人誘惑了安佛塔斯，使他跌下馬來。克林索爾此時現身，不但奪去了聖矛，還用聖矛將安佛塔斯刺傷。安佛塔斯麾下忠心的騎士古內曼茲（Grunemanz）趕到，拼命將國王救回聖杯城堡，撿回一條命。
回到蒙沙瓦的安佛塔斯，身上的創傷一直不痊癒，使他身心受到嚴重的折磨。因為定時主持聖餐儀式，聖杯的法力保他不死，但他對於曾被誘惑而失去聖矛的過失感到無比羞恥，他只能向聖杯祈禱，渴望能從這痛苦中解脫。終於在他多次禱告後，聖杯顯示神諭給他：「只有純潔的愚者能拯救，他因同理心而得大智慧。」

### 第一幕
第一幕幕啟後，場景是蒙沙瓦附近的森林中。清晨，資深的聖杯騎士古內曼茲對四個年輕的騎士講述過去聖杯城堡的故事。講到一半時，一個粗野的傳訊女子，名叫昆德麗（Kundry），飛馬來到，她從遠方為安佛塔斯帶來一小瓶藥，希望能對他的傷勢有益。年輕的聖杯騎士對昆德麗有些輕視，但是古內曼茲卻說昆德麗曾為聖杯騎士做了很多事情，不能因為她外表瘋瘋癲癲又粗又髒就看不起她。看起來疲累已極的昆德麗送到藥以後，便滾在路邊喃喃說著要睡覺。
清晨往森林溫泉療養的安佛塔斯歸來，經過古內曼茲與年輕的聖杯騎士身邊，他讚美清新的森林與溫泉，確實減輕了他一些痛楚，然而仍不能治癒他的傷口。安佛塔斯一行人離去後，古內曼茲告訴年輕的騎士有關國王受傷的經過。
這時有人通報有天鵝被射殺了，兇手是個一問三不知的少年。因為天鵝是蒙沙瓦神聖的鳥類，古內曼茲很生氣的前去盤問這個射天鵝的少年。但是問了半天卻問不出什麼東西，他發現這少年是個笨蛋，連自己的名字都不知道。昆德麗在旁看到，便插嘴說，她在回來的路上經過他母親的住所，知道他的母親已經死了。聽到自己母親的死訊，少年感到困惑又悲傷。古內曼茲看少年雖笨，卻是個心地純真的人，於是將他教訓了一頓，少年看著被自己射殺的天鵝屍體，感到很後悔，便將自己的弓折斷，答應從此不再射殺天鵝。古內曼茲突然想起，聖杯的神諭提到有一個純潔的愚者，況且必須是聖杯接受的人才能走進這一片森林，接近蒙沙瓦。他決定帶這少年前去參加聖餐儀式，也許會有些幫助。
接著是第一幕著名的換景音樂，場景由森林換到蒙沙瓦的城堡內部。少年驚奇的說，我似乎沒有走幾步，卻好像走了很遠！古內曼茲說，孩子，在這個世界，時間與空間都不再那麼清楚了。進入聖杯城堡後，古內曼茲要少年好好看看接下來發生的事情，看他知道些什麼。
聖杯騎士排成兩列，魚貫進入城堡大廳，準備舉行聖餐儀式。侍從將安佛塔斯抬到祭壇前，並將聖杯匣擺好。安佛塔斯看到聖杯，知道自己的痛苦又要持續一段時間，他不禁感到悲傷。然而不只聖杯騎士需要聖餐，他年老的父親提督瑞爾也等著接受聖杯的祝福以延壽，安佛塔斯只好打開聖杯匣，舉行儀式祝福大家。
少年在旁邊看到國王的痛苦，不知為何也覺得心頭一陣刺痛。然而儀式結束後，古內曼茲問少年到底懂不懂剛剛發生的一切，少年茫然的說不知道。古內曼茲覺得自己白忙一場，便叫少年快點離去，不要再來了。

### 第二幕
幕起時，場景在克林索爾的城堡內。克林索爾得意的呼喚疲倦的昆德麗，用各種名字呼喚她。原來昆德麗是當年耶穌基督背著十字架的路上，不但沒有同情祂，反而大聲嘲笑祂的那個女人。因為她沒有同情心，結果落入了無法死去的苦難中，她不斷想要做善事去彌補過去的罪行，然而卻隨時都可能被黑暗的勢力誘惑而做壞事，一而再，再而三，她在渴望善與被惡奴役的身份間疲於奔命，只求永遠安眠。
克林索爾自從奪得聖矛後，更加處心積慮想要得到聖杯。他打算呼喚昆德麗再去誘惑聖杯騎士。這時，第一幕出現的愚笨少年卻拿著武器要殺上城堡了。克林索爾於是派出昆德麗去誘惑這個傻瓜。
少年憑著聖杯護佑，很容易的就闖進克林索爾的城堡花園，他在那裡被一大群花妖包圍，每個花妖都想要他，少年不知道花妖要的是什麼，只是看著花妖們為了他在爭風吃醋。
這時從高處傳來一聲呼喚：「帕西法爾！」少年若有所悟的回頭，站在那裡的竟是極美麗的昆德麗正在叫他。花妖們懾於昆德麗的美麗和力量，都消失了。少年從昆德麗的口中知道自己的名字原來叫做帕西法爾，他的父親在他襁褓時戰死在阿拉伯，為了不讓兒子重蹈覆轍，他母親刻意讓他隔絕一切外界接觸，讓他愚笨，期使他能避免禍害。但有一天，帕西法爾看到穿著閃閃發亮鎧甲的騎士，還是拋下了母親離開家。他離家後不久，母親即心碎而死。
昆德麗說的都是真的，帕西法爾陷入茫然中。昆德麗試著用性誘惑他，抱著他要親吻他。親吻的一瞬間，帕西法爾突然想起了那個受傷的國王，想到國王的傷口、想到國王的羞恥……帕西法爾立刻掙脫昆德麗的懷抱，他突然領悟先前在聖杯城堡裡發生的事情。克林索爾看到昆德麗的誘惑失敗，便親自現身用聖矛攻擊帕西法爾。但帕西法爾卻隔空抓到了聖矛，畫了一個十字架後，克林索爾的城堡、花園、花妖，全部都倒塌毀壞消失了。帕西法爾對昆德麗說：你知道哪裡可以見到我。然後就離去了。幕落。

### 第三幕
時間又過了好幾年。古內曼茲已經年老，退隱在蒙沙瓦附近的森林裡。一個春日清早，正是聖星期五（耶穌基督被釘上十字架的日子），古內曼茲在他的房子附近的草地上，發現沉睡不久的昆德麗。他將昆德麗喚醒，昆德麗醒來後不再說話，只是默默的幫助古內曼茲做事情。
古內曼茲看到遠遠的來了一個黑衣騎士，顯得非常疲憊，他上前迎接這個客人，但對方都不發一語，直到古內曼茲發現這個騎士竟帶著聖矛，他驚喜的讚美這奇蹟，然後才認出這個客人就是當年愚笨的少年帕西法爾。帕西法爾離開克林索爾的城堡後，便到處流浪，經歷許多苦難，始終找不回往蒙沙瓦的路。古內曼茲告訴他，安佛塔斯為求一死，已經拒絕繼續執行聖餐儀式，得不到聖杯祝福的騎士們逐漸衰弱，只能出城去撿食維生，甚至連他的老主人提督瑞爾也在日前因為年老而死去了。今天他就要去參加提督瑞爾的葬禮，還有聖杯騎士逼迫下，安佛塔斯要主持最後一次聖餐儀式。帕西法爾自責未能解除安佛塔斯的痛苦。蒙沙瓦凋零至此，帕西法爾聽了以後不勝感慨。但是聖矛終究是回來了，原來帕西法爾真的就是神諭中的純潔愚者，古內曼茲決定替帕西法爾施洗，加冕他為聖杯之王。
接著是著名的「聖星期五的奇蹟」段落。施洗後，帕西法爾睜開眼睛，看到美麗的春日原野，便讚嘆這清晨，古內曼茲告訴他，這是聖星期五的魔力呀。帕西法爾想到今日是耶穌受苦的日子，不禁感到悲傷。古內曼茲說，不是這樣的，你所看到的，便是至高的犧牲與救贖的喜悅，耶穌的慈悲使小草也蒙恩，那草上的露珠，便是他們歡喜感激的眼淚。帕西法爾看著在他腳邊替他洗腳還用頭髮擦乾的昆德麗，溫柔的將聖水灑在她頭上，為她施洗。昆德麗長泣拜倒，終於解除了無法死去的詛咒。
正午時分，帕西法爾帶著聖矛，與古內曼茲、昆德麗出發前往蒙沙瓦城堡。葬禮的喪鐘敲響，如同多年前帕西法爾所見的聖餐儀式，衰弱的聖杯騎士抬著提督瑞爾的棺木到安佛塔斯的面前，要求他再開聖杯匣，讓大家領受聖餐。安佛塔斯痛苦至極，大喊要大家直接殺掉他，結束這生不如死的折磨。正當混亂時，帕西法爾帶著聖矛進入，高聲說：「只有聖矛能治癒你的傷口！」然後便用聖矛碰觸安佛塔斯的傷口，治癒了他的痛苦。接著帕西法爾打開聖杯匣，主持聖餐儀式。在神聖的光芒中，昆德麗緩緩倒地死去，得到安息。全劇在崇高的合唱終曲中結束。

## 關於音樂
帕西法爾是瓦格纳的最後一部作品，故其中充滿著最圓熟的音樂技法。管弦樂的編制雖大，但並不因此而混亂龐雜，反而時時散發著精妙、神聖的音響。前奏曲的沉思性，帕西法爾出現時的華麗莊嚴主題，森林音樂的輕靈曼妙，第一幕換場音樂的壯麗，騎士合唱的崇高，安佛塔斯獨白的痛苦和恐怖，花妖（花之少女）合唱的官能、耽美，以及第二幕結尾那幾近瘋狂的戲劇性音樂，都是這作品中極為吸引人之處。厚重的銅管樂，輕柔的法國號，如鳥叫聲的木管，清澈的弦樂，常常巧妙的交織在一起。
這部作品有神聖的聖杯騎士，也有邪惡的妖女及魔術師，所以它的音樂可說綜合了天使與魔鬼的要素，天使大體用自然音階及和聲來表現，但魔鬼卻常用變化和聲及旋律，有時甚至近於無調。也因此，「帕西法爾」可說是當時最先進、新潮、前衛的作品，與其宗教莊嚴的氣氛形成對比。這給後輩的作曲家布魯克納、馬勒、德布西、史克里亞賓、艾爾加等都產生很大的影響。
由於天使與魔鬼都不是人間的事物，本作品卻著力的描寫它們，所以帶給人一種超脫塵世、超自然的神秘感覺。這也使「帕西法爾」恰如其分的成為作曲家死前的天鵝之歌。

### 原始文獻
- John Deathridge/Martin Geck/Egon Voss, Wagner Werk-Verzeichnis. Verzeichnis der musikalischen Werke Richard Wagners und ihrer Quellen, Mainz (Schott) 1986.
- Richard Wagner, Parsifal, 首版總譜, Mainz (Schott Verlag) 1883.
- Richard Wagner, Entwürfe zu: »Die Meistersinger von Nürnberg«, »Tristan und Isolde«, »Parsifal«, ed. Hans von Wolzogen, Leipzig (Siegel) 1907.
- Richard Wagner, Parsifal,  總譜手稿複製本,  München (Dreimasken Verlag) 1925.
- Richard Wagner, Parsifal, WWV 111, 歷史評註版,  edd. Martin Geck & Egon Voss, Mainz (Schott) 1978.

## 外部連結
- 帕西法尔：国际乐谱典藏计划上的乐谱